# Битка код Даунса
Битка код Даунса вођена је 21. октобра 1639. године између шпанске и холандске флоте. Део је Осамдесетогодишњег рата, а завршена је холандском победом.

## Битка
Шпанија је упутила флоту од 69 бродова са 24.000 војника под командом адмирала Антонија Окендоа у Данску како би, са данском флотом, заједнички напале Стокхолм. Претпостављајући да је флота усмерена против Фландрије, Холанђани су јој у сусрет упутили 2 ескадре од укупно 18 бродова. Већу ескадру (12 бродова) послали су пред шпански Денкерк ради осматрања тамошњих снага. Командант једне од ескадра, адмирал Мартен Тромп, дошао је 15. септембра у додир са Шпанцима у Ламаншу. Пошто је прикупио преостале снаге, Тромп је блокирао Шпанце код Даунса. Свега 12 бродова успело је да се спаси блокаде. Тромп је располагао са 95 бродова и 7.800 људи. Дана 21. октобра, Тромп је искористио повољни ветар и напао Шпанце. Шпанци су напад дочекали неспремни; на брзину су секли сидрене конопе како би што брже формирали борбени поредак. Многи бродови су се сударили, а 22 су се насукала. Холанђани су бомбардовали насукане бродове упркос енглеским обалским батеријама. Већину су потом уништили брандерима. Шпанци су изгубили 40 бродова (14 заробљених), а остатак се спасао бекством у Денкерк. Изгубили су 7000 морнара и војника од којих је 1800 заробљено. Холандски губици били су мали: свега 1 брод и око 100 људи.